# Monastero di Zografou
Il monastero di Zografou (in bulgaro Зографски манастир?, Zografski manastir; in greco Μονή Ζωγράφου?, Moní Zográphou) è uno dei venti monasteri del Monte Athos, appartenente alla Chiesa ortodossa bulgara. Situato nel nord della penisola, occupa il nono rango nella gerarchia dei monasteri della Santa Montagna ed è dedicato a San Giorgio, patrono della Bulgaria festeggiato il 23 aprile (6 maggio).

## Storia
La tradizione lo vuole fondato alla fine del IX secolo o agli inizi del seguente, da tre monaci bulgari provenienti da Ocrida ed è da sempre il monastero dei monaci della Bulgaria. Il nome proviene da San Giorgio che i monaci chiamano Zogrifos. La tradizione vuole che i tre fondatori del monastero Mosè, Aronne e Giovanni, per stabilire a chi dedicarlo, misero una tavola di legno nella chiesa e dopo lunghe preghiere la tavola si dipinse da sé con l'immagine di San Giorgio. L'icona è tuttora conservata nel monastero e fatta oggetto di grande venerazione. La comunità monastica subì una prima devastazione nel 1275, ad opera di crociati al soldo di Michele VIII Paleologo con l'uccisione di 26 religiosi, venerati come santi martiri dalla Chiesa ortodossa il 10 ottobre. Essi si opposero, come la gran parte del monaci della penisola, all'unione della chiesa di Bisanzio con quella di Roma, siglata dall'imperatore nel concilio di Lione. All'inizio del secolo successivo furono mercenari della Compagnia Catalana a devastare per due anni il Santo Monte.
Il monastero si riprese con il sostegno dei Paleologi e dei Principati danubiani. Il monastero possedeva anche molte metochion (proprietà legate al monastero) in Romania, Bulgaria, Russia, Grecia e Turchia. Attualmente questi possedimenti sono presenti solo in Grecia.
L'attuale monastero è stato costruito tra il XVI secolo e il XIX secolo: l'ala sud, edificata nel 1750, quelle a est nel 1758, la piccola chiesa nel 1764, e la più grande nel 1801. L'ala nord e ovest sono state costruite dopo la metà del XIX secolo, le costruzioni terminarono nel 1896 con l'edificazione della chiesa dei santi Cirillo e Metodio e del campanile. Tra i molti oggetti sacri e icone presenti nel monastero spicca l'icona lignea della Theotókos di Akathist, festeggiata il 10 ottobre (23 ottobre).
Nel 2011, la Bulgaria ha dedicato al monastero di Zografou una moneta fondo specchio (proof) da 10 leva, in argento 925 e prodotta in soli 6.000 pezzi dalla zecca di Sofia. Il peso è di 23,33 grammi, il diametro di 38,61 millimetri. I conii sono stati incisi da Ivan Todorov e Todor Todorov.

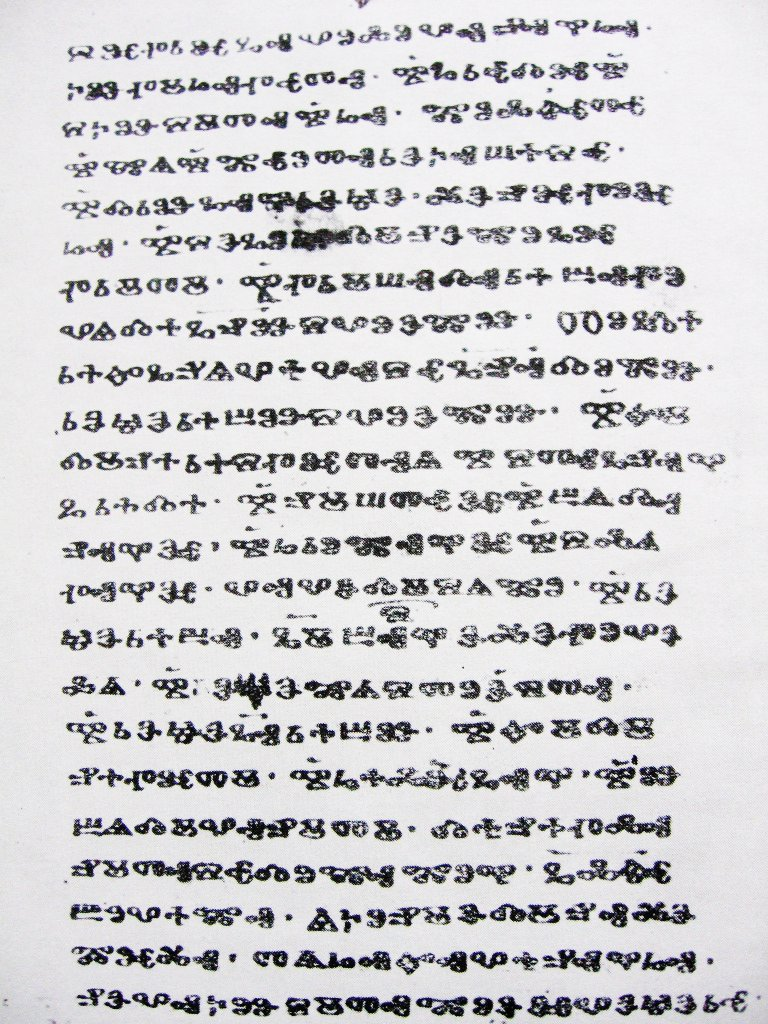
Pagina del Codex Zographensis

## Biblioteca
La libreria del monastero contra 388 manoscritti in lingua slava e 126 in lingua greca e circa 10.000 libri stampati.